# Белоцерковский, Иван Васильевич
Иван Васильевич Белоцерковский (10 октября 1931, с. Романовка, Саратовский край, РСФСР — 29 августа 2015, Пенза, Российская Федерация) — советский государственный деятель, генеральный директор В/О «Росвнешторг»-министр РСФСР (1986—1990).

## Биография
Окончил Саратовский механический техникум (1951), работал в Пензенском отделении Куйбышевской железной дороги. В 1961—1963 гг. заместитель начальника отдела движения по грузовой и коммерческой работе.
- 1963—1973 гг. — председатель Железнодорожного районного исполнительного комитета Совета депутатов г. Пензы,
- 1973—1977 гг. — заведующий отделом административных и торгово-финансовых органов Пензенского областного совета депутатов,
- 1977—1983 гг. — председатель правления Пензенского областного союза потребительских обществ.

В 1983—1986 гг. — начальник Главного управления продовольствия министерства торговли РСФСР (зона ответственности — снабжение продовольствием районов Крайнего Севера).
В 1986 г. назначен на должность генерального директора В/о «Росвнешторг» — министра РСФСР.
С 1992 г. на пенсии, жил в Пензе.
Семья: жена, трое детей.

## Награды
Награждён орденом Ленина, орденом Почёта.